# Cinodromo

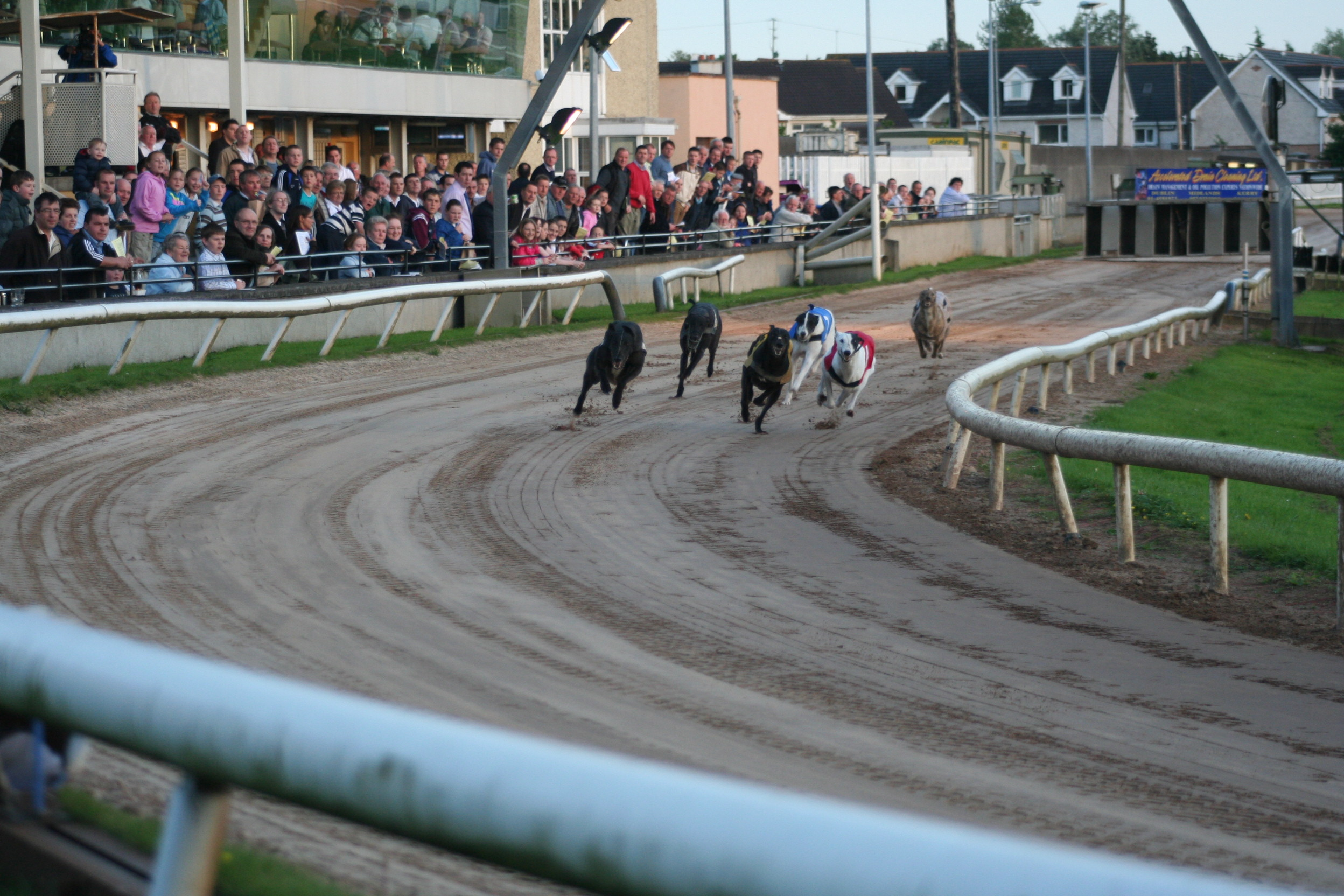
Cinodromo di Mullingar, Irlanda

Un cinodromo è uno spazio aperto in cui si svolgono le corse di levrieri.
Il percorso ha forma ellittica o ad U e spesso i cani partecipanti devono seguire durante la corsa una lepre meccanica. 

## Italia
Fino a poco tempo fa in Italia se ne trovava uno solo, a Roma nel quartiere Ostiense, chiuso nel 2001, noto per essere stato set del film Pierino torna a scuola e location di alcune scene del film Arrangiatevi (1959) di Mauro Bolognini. Nel 2008 ne fu aperto un altro a Castano Primo, omologato Enci per corse amatoriali di levrieri e riconosciuto dalla Federazione Cinofila Internazionale. Durante il corso dell'anno è teatro di vari eventi, manifestazioni e raduni.

## Regno Unito
Nel Regno Unito si ricordano il Celtic Park di Belfast, demolito negli anni '80, e il Wimbledon Greyhound Stadium di Londra, abbattuto nel 2017.